# جويل هرت
جويل هرت (بالإنجليزية: Joel Hurt)‏ هو شخصية أعمال أمريكي، ولد في 1850 في هيرتسبورو في الولايات المتحدة، وتوفي في 1926.